# Kieran Culkin
Kieran Kyle Culkin (nghệ danh: Kieran Culkin, sinh ngày 30 tháng 9 năm 1982) là nam diễn viên người Mỹ. Anh từng thủ vai Roman Roy trong phim truyền hình Succession của đài HBO từ năm 2018 đến 2023, vai diễn mang về cho nam diễn viên một giải Quả cầu vàng và một giải Primetime Emmy.
Kieran bắt đầu sự nghiệp với tư cách là một diễn viên nhí từ phim điện ảnh Home Alone (1990) và sau đó là Father of the Bride (1991), Home Alone 2: Lost in New York (1992), The Mighty (1998), The Cider House Rules (1999). Năm 2002, anh có vai diễn đột phá trong phim Igby Goes Down (2002) và nhờ đó có được một đề cử giải Quả cầu vàng. Anh cũng xuất hiện trong các phim như: Scott Pilgrim vs. the World (2010), Margaret (2011), Wiener-Dog (2016) và No Sudden Move (2021). Năm 2006, anh tham gia sân khấu kịch Broadway với vở 24 Hour Plays, năm 2014, anh trở lại với vai Kenneth Longergan trong vở This Is Our Youth.

## Tiểu sử
Kieran Kyle Culkin sinh ngày 30 tháng 9 năm 1982 tại New York. Cha anh là Christopher Cornelius "Kit" Culkin, một cựu diễn viên sân khấu kịch Broadway. Mẹ anh là Patricia Brentrup, một phụ nữ gốc North Dakota, gặp Kit khi bà đang làm cảnh sát phân luồng giao thông ở Sundance, Wyoming.
Cả hai quen nhau và chuyển tới New York, họ sinh được bảy người con là: Shane (1976), Dakota (1978 - 2008), Macaulay (1980), Kieran, Quinn (1984), Christian (1987) và Rory (1989). Kit còn có một người con gái riêng là Jennifer (1970 - 2000).
Cô của Kieran là diễn viên Bonnie Bedelia.

## Đời tư
Culkin kết hôn với một người phụ nữ tên Jazz Charton vào ngày 8 tháng 6 năm 2013. Họ sinh được hai người con, một gái vào tháng 9 năm 2019 và một trai vào tháng 8 năm 2021.

## Danh sách phim

### Điện ảnh
| Năm  | Tên                               | Vai                       | Ct              |
| ---- | --------------------------------- | ------------------------- | --------------- |
| 1990 | Home Alone                        | Fuller McCallister        |                 |
| 1991 | Only the Lonely                   | Patrick Muldoon Jr.       |                 |
| 1991 | Father of the Bride               | Matthew "Matty" Banks     |                 |
| 1992 | Home Alone 2: Lost in New York    | Fuller McCallister        |                 |
| 1993 | Nowhere to Run                    | Mike "Mookie" Anderson    |                 |
| 1994 | My Summer Story                   | Ralph "Ralphie" Parker    |                 |
| 1995 | Father of the Bride Part II       | Matthew "Matty" Banks     |                 |
| 1996 | Amanda                            | Biddle Farnsworth         |                 |
| 1998 | The Mighty                        | Kevin Dillon              |                 |
| 1999 | She's All That                    | Simon Boggs               |                 |
| 1999 | Music of the Heart                | Alexi Tzavaras            |                 |
| 1999 | The Cider House Rules             | Buster                    |                 |
| 2002 | The Dangerous Lives of Altar Boys | Tim Sullivan              |                 |
| 2002 | Igby Goes Down                    | Jason "Igby" Slocumb, Jr. |                 |
| 2008 | Lymelife                          | Jimmy Bartlett            |                 |
| 2009 | Paper Man                         | Christopher               |                 |
| 2010 | Scott Pilgrim vs. the World       | Wallace Wells             |                 |
| 2011 | Margaret                          | Paul Hirsch               |                 |
| 2013 | Movie 43                          | Neil                      | Tập: "Veronica" |
| 2015 | Quitters                          | Mr. Becker                |                 |
| 2016 | Wiener-Dog                        | Brandon McCarthy          |                 |
| 2017 | Infinity Baby                     | Ben                       |                 |
| 2020 | Father of the Bride, Part 3(ish)  | Matthew "Matty" Banks     | Phim ngắn       |
| 2021 | No Sudden Move                    | Charley                   |                 |
| 2024 | A Real Pain                       | Benji Kaplan              |                 |